# UnitedHealthcare Pro Cycling/2012
Deze pagina geeft een overzicht van de Unitedhealthcare Pro Cycling wielerploeg in  2012.

## Algemeen
Sponsors: UnitedHealthcare
Manager: Thierry Attias
Ploegleiders: Hendrik Redant, Michael Tamayo
Fietsmerk: NeilPryde

## Renners
| Naam               | Geboortedatum | Nationaliteit    | Ploeg 2011                         |
| ------------------ | ------------- | ---------------- | ---------------------------------- |
| Hilton Clarke      | 11-07-1979    | Australië        |                                    |
| Jonathan Clarke    | 18-12-1984    | Australië        |                                    |
| Ben Day            | 11-12-1978    | Australië        | Kenda - 5-Hour Energy Cycling Team |
| Marc de Maar       | 15-02-1984    | Curaçao          | Quick Step                         |
| Philip Deignan     | 07-09-1983    | Ierland          | Team RadioShack                    |
| Robert Förster     | 27-01-1978    | Duitsland        |                                    |
| Davide Frattini    | 06-08-1978    | Italië           |                                    |
| Adrian Hegyvary    | 05-01-1984    | Verenigde Staten |                                    |
| Christopher Jones  | 06-08-1979    | Verenigde Staten |                                    |
| Jake Keough        | 18-06-1987    | Verenigde Staten |                                    |
| Jeff Louder        | 08-12-1977    | Verenigde Staten | BMC Racing Team                    |
| Jason McCartney    | 03-09-1973    | Verenigde Staten | Team RadioShack                    |
| Karl Menzies       | 17-06-1977    | Australië        |                                    |
| Kai Reus           | 11-03-1985    | Nederland        | Cyclingteam De Rijke               |
| Rory Sutherland    | 08-02-1982    | Australië        |                                    |
| Jay Robert Thomson | 12-04-1986    | Zuid-Afrika      | Bissell Pro Cycling                |
| Boy van Poppel     | 18-01-1988    | Nederland        |                                    |
| Bradley White      | 15-01-1982    | Verenigde Staten |                                    |

## Belangrijke overwinningen
Ronde van de Gila
1e etappe: Rory Sutherland
Eindklassement: Rory Sutherland
Tour de Beauce
Eindklassement: Rory Sutherland
Nationale kampioenschappen wielrennen
Curaçao - tijdrit: Marc de Maar
Curaçao - wegwedstrijd: Marc de Maar
Ronde van Utah
1e etappe: Rory Sutherland
4e etappe: Jake Keough
Ronde van Portugal
1e etappe: Jay Robert Thomson
6e etappe: Jason McCartney
7e etappe: Kai Reus
Ronde van Colorado
6e etappe: Rory Sutherland
Ronde van Groot-Brittannië
5e etappe: Marc de Maar
2003 · 2004 · 2005 · 2006 · 2007 · 2008 · 2009 · 2010 · 2011 · 2012 · 2013 · 2014 · 2015 · 2016 · 2017 · 2018